# Sci alpino ai I Giochi olimpici giovanili invernali - Slalom parallelo a squadre miste
La gara di slalom parallelo a squadre miste di sci alpino ai I Giochi olimpici giovanili invernali di Innsbruck 2012 si è tenuta sulla pista della Patscherkofel il 17 gennaio. Hanno preso parte a questa gara 32 atlete in rappresentanza di 8 nazioni.

## Risultato
|  | Quarti di finale                                                                   | Quarti di finale                                                             |                                                                                    |                                                                 | Semifinali                                                               | Semifinali                   |  |  | Finale | Finale |
|  |                                                                                    |                                                                              |                                                                                    |                                                                 |                                                                          |                              |  |  |        |        |
|  |                                                                                    |                                                                              |                                                                                    |                                                                 |                                                                          |                              |  |  |        |        |
|  |                                                                                    |                                                                              |                                                                                    |                                                                 |                                                                          |                              |  |  |        |        |
|  | Svizzera Jasmina Suter Ian Gut Luana Flütsch Sandro Simonet                        | 1 + 0"45 + 0"33 DNS 26"67                                                    |                                                                                    |                                                                 |                                                                          |                              |  |  |        |        |
|  | Svizzera Jasmina Suter Ian Gut Luana Flütsch Sandro Simonet                        | 1 + 0"45 + 0"33 DNS 26"67                                                    |                                                                                    |                                                                 |                                                                          |                              |  |  |        |        |
|  | Norvegia Nora Grieg Christensen Martin Fjeldberg Mina Fürst Holtmann Marcus Monsen | 2 23"23 21"81 DNS + 1"50                                                     |                                                                                    |                                                                 |                                                                          |                              |  |  |        |        |
|  | Norvegia Nora Grieg Christensen Martin Fjeldberg Mina Fürst Holtmann Marcus Monsen | 2 23"23 21"81 DNS + 1"50                                                     | Norvegia Nora Grieg Christensen Martin Fjeldberg Mina Fürst Holtmann Marcus Monsen | 2 23"26 21"91 DNS + 0"38                                        |                                                                          |                              |  |  |        |        |
|  |                                                                                    |                                                                              | Norvegia Nora Grieg Christensen Martin Fjeldberg Mina Fürst Holtmann Marcus Monsen | 2 23"26 21"91 DNS + 0"38                                        |                                                                          |                              |  |  |        |        |
|  |                                                                                    | Italia Veronica Olivieri Davide da Villa Jasmine Fiorano Hannes Zingerle     | 2 + 0"02 + 0"52 23"77 22"23                                                        |                                                                 |                                                                          |                              |  |  |        |        |
|  | Italia Veronica Olivieri Davide da Villa Jasmine Fiorano Hannes Zingerle           | Italia Veronica Olivieri Davide da Villa Jasmine Fiorano Hannes Zingerle     | 2 + 0"02 + 0"52 23"77 22"23                                                        | 3 23"86 22"47 23"82 22"48                                       |                                                                          |                              |  |  |        |        |
|  | Italia Veronica Olivieri Davide da Villa Jasmine Fiorano Hannes Zingerle           |                                                                              |                                                                                    | 3 23"86 22"47 23"82 22"48                                       |                                                                          |                              |  |  |        |        |
|  | Germania Alisa Krauss Klaus Ertl Jenny Reinold Lucas Krahnert                      | 0 23"86 DNF + 0"08                                                           |                                                                                    |                                                                 |                                                                          |                              |  |  |        |        |
|  | Germania Alisa Krauss Klaus Ertl Jenny Reinold Lucas Krahnert                      | 0 23"86 DNF + 0"08                                                           | Norvegia Nora Grieg Christensen Martin Fjeldberg Mina Fürst Holtmann Marcus Monsen | 1 + 0"47 DNF DNS 22"53                                          |                                                                          |                              |  |  |        |        |
|  |                                                                                    |                                                                              | Norvegia Nora Grieg Christensen Martin Fjeldberg Mina Fürst Holtmann Marcus Monsen | 1 + 0"47 DNF DNS 22"53                                          |                                                                          |                              |  |  |        |        |
|  |                                                                                    | Austria Martina Rettenwender Marco Schwarz Christina Ager Mathias Elmar Graf | 3 23"13 22"63 24"47 + 1"50                                                         |                                                                 |                                                                          |                              |  |  |        |        |
|  | Francia Estelle Alphand Victor Schuller Clara Direz Leny Herpin                    | Austria Martina Rettenwender Marco Schwarz Christina Ager Mathias Elmar Graf | 3 23"13 22"63 24"47 + 1"50                                                         | 2 22"85 22"70 + 0"20 + 1"50                                     |                                                                          |                              |  |  |        |        |
|  | Francia Estelle Alphand Victor Schuller Clara Direz Leny Herpin                    |                                                                              |                                                                                    | 2 22"85 22"70 + 0"20 + 1"50                                     |                                                                          |                              |  |  |        |        |
|  | Slovenia Claudia Seidl Štefan Hadalin Saša Brezovnik Miha Hrobat                   | 2 + 1"36 + 0"76 23"45 22"50                                                  |                                                                                    |                                                                 |                                                                          |                              |  |  |        |        |
|  | Slovenia Claudia Seidl Štefan Hadalin Saša Brezovnik Miha Hrobat                   | 2 + 1"36 + 0"76 23"45 22"50                                                  | Francia Estelle Alphand Victor Schuller Clara Direz Leny Herpin                    | 2 23"12 + 0"20 + 0"04 22"54                                     | Finale per il terzo posto                                                | Finale per il terzo posto    |  |  |        |        |
|  |                                                                                    |                                                                              | Francia Estelle Alphand Victor Schuller Clara Direz Leny Herpin                    | 2 23"12 + 0"20 + 0"04 22"54                                     | Finale per il terzo posto                                                | Finale per il terzo posto    |  |  |        |        |
|  |                                                                                    | Austria Martina Rettenwender Marco Schwarz Christina Ager Mathias Elmar Graf | 2 + 0"03 22"11 23"12 DNF                                                           |                                                                 |                                                                          |                              |  |  |        |        |
|  | Austria Martina Rettenwender Marco Schwarz Christina Ager Mathias Elmar Graf       | Austria Martina Rettenwender Marco Schwarz Christina Ager Mathias Elmar Graf | 2 + 0"03 22"11 23"12 DNF                                                           | 4 22"93 22"37 23"49 22"78                                       | Italia Veronica Olivieri Davide da Villa Jasmine Fiorano Hannes Zingerle | 1 23"97 + 0"61 + 0"31 + 0"18 |  |  |        |        |
|  | Austria Martina Rettenwender Marco Schwarz Christina Ager Mathias Elmar Graf       |                                                                              |                                                                                    | 4 22"93 22"37 23"49 22"78                                       | Italia Veronica Olivieri Davide da Villa Jasmine Fiorano Hannes Zingerle | 1 23"97 + 0"61 + 0"31 + 0"18 |  |  |        |        |
|  | Canada Mikaela Tommy Martin Grasic Roni Remme Lambert Quezel                       | 0 + 0"42 DNF + 0"30 DNF                                                      |                                                                                    | Francia Estelle Alphand Victor Schuller Clara Direz Leny Herpin | 3 + 1"48 22"31 23"50 22"22                                               |                              |  |  |        |        |
|  | Canada Mikaela Tommy Martin Grasic Roni Remme Lambert Quezel                       | 0 + 0"42 DNF + 0"30 DNF                                                      |                                                                                    |                                                                 | 3 + 1"48 22"31 23"50 22"22                                               |                              |  |  |        |        |
|  |                                                                                    |                                                                              |                                                                                    |                                                                 |                                                                          |                              |  |  |        |        |
|  |                                                                                    |                                                                              |                                                                                    |                                                                 |                                                                          |                              |  |  |        |        |

Legenda:
- DNF = prova non completata
- DNS = atleta non partito